# Helsingborg (gemeente)
Helsingborg (verouderde schrijfwijze: Hälsingborg) is een Zweedse gemeente. De gemeente behoort tot de provincie Skåne län. Ze heeft een totale oppervlakte van 425,7 km² en telde 142.793 inwoners in september 2017. De stad Helsingborg zelf heeft binnen de gemeente ongeveer 104.250 inwoners (2015) en ligt direct aan de kust van de Sont op ca. 4 km van het Deense Helsingør.

## Plaatsen
| #  | Plaats                 | Inwoneraantal |
| -- | ---------------------- | ------------- |
| 1  | Helsingborg (stad)     | 91 457        |
| 2  | Ödåkra                 | 4 771         |
| 3  | Rydebäck               | 4 485         |
| 4  | Hittarp                | 3 837         |
| 5  | Påarp                  | 2 728         |
| 6  | Bårslöv                | 2 682         |
| 7  | Mörarp                 | 1 744         |
| 8  | Gantofta               | 1 387         |
| 9  | Kattarp                | 706           |
| 10 | Allerum                | 628           |
| 11 | Vallåkra               | 594           |
| 12 | Domsten                | 566           |
| 13 | Hasslarp               | 447           |
| 14 | Tånga och Rögle        | 230           |
| 15 | Utvälinge              | 213           |
| 16 | Fleninge               | 180           |
| 17 | Görarp                 | 110           |
| 18 | Väla by                | 99            |
| 19 | Hjortshög              | 87            |
| 20 | Östra Ramlösa          | 86            |
| 21 | Kvistofta              | 77            |
| 22 | Välinge                | 68            |
| 23 | Fjärestad              | 62            |
| 24 | Hässlunda              | 59            |
| 25 | Grå Läge               | 56            |
| 26 | Magnihill och Lydestad | 54            |
| 27 | Norra Vallåkra         | 51            |
| 28 | Kvistofta kyrka        | 50            |

Ängelholm · Åstorp · Båstad · Bjuv · Bromölla · Burlöv · Eslöv · Hässleholm · Helsingborg · Höganäs · Höör · Hörby · Kävlinge · Klippan · Kristianstad · Landskrona · Lomma · Lund · Malmö · Örkelljunga · Osby · Östra Göinge · Perstorp · Simrishamn · Sjöbo · Skurup · Staffanstorp · Svalöv · Svedala · Tomelilla · Trelleborg · Vellinge · Ystad